# Bulbophyllum trigonobulbum
Bulbophyllum trigonobulbum är en orkidéart som beskrevs av Rudolf Schlechter och Johannes Jacobus Smith. Bulbophyllum trigonobulbum ingår i släktet Bulbophyllum och familjen orkidéer.
Artens utbredningsområde är Sulawesi. Inga underarter finns listade i Catalogue of Life.